# Deutsch-Israelitischer Gemeindebund
Der Deutsch-Israelitische Gemeindebund (DIGB) (1869–1933) war die erste überregionale Dachorganisation jüdischer Gemeinden in Deutschland und gehört zu den Vorläuferorganisationen des heutigen Zentralrates der Juden in Deutschland.

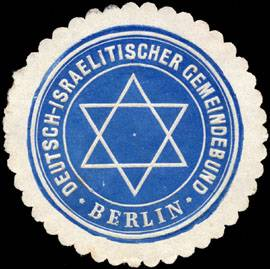
Deutsch-Israelitischer Gemeindebund, Siegelmarke

## Vorgeschichte und Umfeld
Eine wichtige Voraussetzung für die Schaffung einer jüdischen Gesamtorganisation in Preußen, dem größten der späteren Bundesstaaten Deutschlands, bedeutete das am 23. Juli 1847 erlassene preußische Gesetz über die Verhältnisse der Juden, das in seinem Paragraphen 37 den einzelnen Synagogengemeinden die Rechte einer juristischen Person als Korporation des öffentlichen Rechts verlieh und dem im Laufe der Zeit ähnliche Gesetze in anderen deutschen Staaten folgten. Dies ermöglichte es den Gemeinden, sich zu größeren Verbänden zusammenzuschließen, die selbst als öffentliche juristische Personen anerkannt werden konnten.
In der Zeit des Kaiserreichs entstanden viele derartige jüdische Organisationen für politische, soziale und gemeindliche Aufgaben, welche auf der Ebene der lokalen Kultusgemeinde nicht zu bewältigen waren. Religiöse Fragen spielten in den Vereinen eine geringere Rolle als politische Themen, vor allem die Herausforderung des Antisemitismus. Zwar blieben vor 1933 alle Versuche erfolglos, eine einheitliche jüdische Organisation zur Vertretung aller deutschen Juden zu schaffen, aber es gab eine Reihe von teils miteinander kooperierenden, teils auch konkurrierenden deutschlandweiten Organisationen, die jüdische Aktivitäten in einem vorher nicht erreichten Umfang koordinierten.

## Gründung
Im Vorfeld der Deutschen Einigung und nach Gründung des Norddeutschen Bundes im Jahre 1867 wuchs vor allem unter liberalen Juden, die die nationalen Einigungsbemühungen vielfach unterstützten und begrüßten, das Bedürfnis eines deutschlandweiten jüdischen Zusammenschlusses, der die Kommunikation und Koordination unter den Gemeinden erleichtern sollte.
Der Deutsch-Israelitische Gemeindebund war der erste große jüdische Dachverband, dessen Wirkungskreis ganz Deutschland erfasste. Er konstituierte sich als weltliche jüdische Gemeindeorganisation anlässlich der ersten Israelitischen Synode in Leipzig (29. Juni bis 4. Juli 1869), zu der sich Rabbiner, Wissenschaftler und führende Laien aus sechzig vorwiegend dem Reformjudentum zugehörigen Gemeinden Deutschlands, Österreichs und anderer Länder Europas und Amerikas versammelt hatten. Die Gründungsversammlung bezeichnete den Kampf für die rechtliche Gleichstellung der Juden als Hauptaufgabe der Vereinigung.
An der Gründung beteiligt waren neben Moritz Lazarus, dem Vorsitzenden der Synode, unter anderem der Stadtverordnete und Vorsitzende der Jüdischen Gemeinde Dresdens, Emil Lehmann, und der Syndikus der Breslauer Judengemeinde David Honigmann (1821–1885), der in den 1840er Jahren als erster preußischer Jude überhaupt in Berlin ein Studium der Jurisprudenz abgeschlossen hatte.
Der Israelitische Gemeindebund nahm seine Verbandsaktivitäten effektiv erst nach Gründung des Deutschen Reiches 1871 im Deutsch-Französischen Krieg auf und wuchs zunächst sehr langsam. Erst 1872 wurde die satzungsmäßige Mindestmitgliedsanzahl von 100 Gemeinden erreicht. Bis 1875 wurden auch österreichische Gemeinden aufgenommen, danach beschränkte sich der Verband auf das Gebiet des Deutschen Reiches. Um Vorbehalten strengerer jüdischer Glaubensrichtungen zu begegnen und eine möglichst breite Zusammenarbeit zu ermöglichen, sollte die Diskussion religiöser Belange grundsätzlich nicht in seine Zuständigkeit fallen.

## Ziele, Struktur und Aufgaben
Die Gründung zielte auf eine Vereinigung aller jüdischen Gemeinden Deutschlands ab. In diesem Sinne beschloss die Generalversammlung des Bundes im Jahre 1872, ein Komitee zu beauftragen, um „auf die gesetzgebenden Faktoren dahin zu wirken, einen einheitlichen Rechtsverband der Gemeinden zu errichten.“ Es gelang dem DIGB jedoch während der Zeit seines Bestehens nicht, eine solche Gesamtorganisation zu schaffen oder sich selbst als solche zu etablieren; er blieb immer eine lose freiwillige Verbindung, der sich viele Gemeinden auch nicht anschlossen, etwa weil sie die reformjüdische Ausrichtung ablehnten oder weil ihnen die im Gemeindebund herrschenden undemokratischen Leitungsstrukturen missfielen. Die in die leitenden Gremien des Bundes entsandten Vertreter wurden vorwiegend ernannt.
Im Gegensatz zu den meisten später errichteten nationalen Verbänden und Vereinigungen, so auch dem 1893 zum Teil unter Mitwirkung derselben Personen gegründeten Central-Verein deutscher Staatsbürger jüdischen Glaubens (C.V.), blieb der DIGB prinzipiell immer ein Bund von lokalen Gemeinden, die sich zusammentaten, um kleinen Gemeinden finanziell beizustehen, die Wanderbettelei zu bekämpfen und mit den Staaten in Fragen der Wohlfahrtspflege und der Verwaltung des jüdischen Gemeindelebens und Schulwesens zu verhandeln. In späterer Zeit finanzierte der DIGB auch Rentenzahlungen für jüdische Lehrer.
Der in Deutschland in den Jahren ab 1879 bis Anfang der 1890er Jahre rasant an Popularität gewinnende Antisemitismus stellte die jüdischen Gemeinden vor die in der Gründungsphase des Gemeindebundes in dieser Form noch nicht erwartete Herausforderung eines zunehmend judenfeindlichen Umfelds. Die Frage, wie von jüdischer Seite darauf zu reagieren sei, wurde unterschiedlich beantwortet und führte auch innerhalb des DIGB zu Zerreißproben.

## Entwicklung bis 1914
Der DIGB hatte seinen Sitz zunächst in Leipzig. Er gehörte bereits Anfang der 1880er Jahre und trotz seiner zu dieser Zeit noch geringen Größe neben der Alliance Israélite Universelle in Paris, der Anglo-Jewish Association in London und der 1872 gegründeten Israelitischen Allianz zu Wien zu den bekannteren jüdischen Gemeinde- und Kulturorganisationen in Europa. Als der Gemeindebund aufgrund des sächsischen Vereinsgesetzes 1882 aus Leipzig ausgewiesen wurde, verlegte er seinen Sitz nach Berlin. Dritter Präsident und erster Verbandsleiter nach der Übersiedlung wurde der Berliner Arzt Samuel Kristeller (1882–1896); stellvertretender Präsident wurde Moritz Lazarus (1882–1894). Erst nach der Verlegung des Sitzes begann der Gemeindebund schneller zu wachsen: Die 183 Gemeinden des Jahres 1882 hatten sich 1888 bereits auf 350 nahezu verdoppelt und mit 652 Mitgliedsgemeinden im Jahr 1898 mehr als verdreifacht.
In den 1890er Jahren übernahm der Historiker Martin Philippson die Verbandsführung (1896–1904) und erreichte, dass dem DIGB durch königlichen Erlass vom 13. Februar 1899 die Körperschaftsrechte und damit die Rechtsfähigkeit als juristische Person in Preußen verliehen wurden, was für die praktische Verbandsarbeit enorm wichtig war. Dazu hatte es allerdings einer Satzungsänderung bedurft, wonach künftig „die Erörterung politischer Gegenstände“ im Verband ausgeschlossen war. Die politische Aufklärungs- und Überzeugungsarbeit zur Abwehr des Antisemitismus hatte mittlerweile zwar ohnehin großteils der 1893 gegründete Central-Verein (C.V.) übernommen. Allerdings schien es den Mitgliedern nicht vorstellbar, dass ein politisch nicht handlungsfähiger Gemeindeverband die umfassende Interessenvertretung der Juden in Deutschland wahrnehmen könnte. Nach Aussage seines langjährigen Generalsekretärs Wilhelm Neumann (der diese Funktion 36 Jahre lang von 1893 bis zum 1. April 1929 unter vier Präsidenten ausübte) verzichtete der DIGB deshalb seit diesem Zeitpunkt auf seinen Gesamtvertretungsanspruch. Stattdessen wandte sich Philippson im September 1900 mit einem Aufruf an die deutschen Juden und forderte die Gründung eines alle Juden in Deutschland vertretenden „Allgemeinen deutschen Judentages“. Wiewohl seine Idee nicht realisiert werden konnte, führten wechselvolle Verhandlungen schließlich zur Schaffung einer weiteren Organisation, des Verbands deutscher Juden (VdJ), in dessen Vorstand Philippson bei der Gründung im April 1904 eintrat. In der Folgezeit wurde der VdJ, der mit dem DIGB und dem C.V. personell eng verzahnt blieb und bis in die Anfangszeit der Weimarer Republik bestand, von staatlichen Stellen und nichtjüdischen Institutionen immer stärker als die eigentliche politische Vertretung der deutschen Juden wahrgenommen, während der Gemeindebund sich weiter in die Richtung eines Sozial- und Wohlfahrtsverbands entwickelte und die Beziehungen der jüdischen Gemeinden nach innen koordinierte.
Um diese Zeit gehörten dem DIGB rund 800 Gemeinden als Mitglieder an. 1911 gehörten dem Bund 1012 Gemeinden an, das war mehr als ein Drittel aller jüdischen Gemeinden Deutschlands.
In den ersten 40 Jahren seines Bestehens hat der DIGB bedeutende jüdische Wohlfahrts-, Erziehungs- und Bildungseinrichtungen geschaffen oder angestoßen, deren Bestand durch erhebliche Stiftungen und Vermächtnisse gesichert wurde. Viele später selbstständige jüdische Institutionen verdanken ihre Errichtung somit der Initiative des Gemeindebunds, so das Gesamtarchiv der Juden in Deutschland, die jüdische Zentralwohlfahrtsstelle (ZWSt), die Zentralstelle für jüdische Wanderarmenfürsorge, die Vereine für jüdische Geschichte und Literatur und der Verband der jüdischen Lehrervereine.

## Wissenschaftliche Projekte und Veröffentlichungen
1885 wurde beim Deutsch-Israelitischen Gemeindebund unter der Leitung des Historikers und Diplomatikers Harry Bresslau eine „Historische Kommission für die Geschichte der Juden in Deutschland“ eingerichtet, deren Aufgabe es war, nach dem Vorbild der Monumenta Germaniae Historica und der Historischen Kommission der Bayerischen Akademie der Wissenschaften bedeutendes Urkunden- und Quellenmaterial der jüdischen Geschichte zu sammeln und durch Editionen für die Forschung nutzbar zu machen. Die Historische Kommission, der außer Bresslau auch Hermann Bärwald, Ernst Dümmler, Ludwig Geiger, Otto von Gierke, Wilhelm Wattenbach, Julius Weizsäcker und Otto Stobbe angehörten, veröffentlichte im Laufe etwa eines Jahrzehnts mehrere Bände lateinischer und auch wichtiger hebräischer Quellenschriften mit deutschen Übersetzungen und gab bis 1892 die Zeitschrift für die Geschichte der Juden in Deutschland heraus. Als Bresslau sich 1902 aus dem Gemeindebund zurückzog, war die Arbeit der Kommission aus ungeklärten Gründen bereits seit einiger Zeit zum Stillstand gekommen.
Unter den Mitgliedern der Historischen Kommission waren auch Nichtjuden. Dies und die wissenschaftliche Grundsatzkontroverse um den Stellenwert der hebräischen Quellen und die Ausrichtung einer deutsch-jüdischen Geschichtsforschung, als deren Hauptkontrahenten Harry Bresslau und Heinrich Graetz auftraten (wobei Letzterer von der Arbeit der Kommission ausgeschlossen blieb), führten zu kritischen Bewertungen aus den Gemeinden, die sich auch auf die finanzielle Ausstattung der Kommission auswirkten und damit wohl letztlich zu ihrem Niedergang führten. Zur Weiterführung der historischen Quellenarbeit wurde 1905 im Zusammenwirken von B’nai B’rith und dem DIGB das Gesamtarchiv der deutschen Juden gegründet, dessen Kuratorium jetzt nur noch aus jüdischen Mitgliedern bestand, von denen einige aber auch schon bei der Historischen Kommission mitgewirkt hatten.

## Entwicklung bis 1933
Als die Weimarer Verfassung 1919 die Bildung rechtlich anerkannter Religionsgesellschaften ermöglichte, wurden neuerlich Versuche unternommen, eine gemeinsame Gesamtvertretung für alle Gemeinden zu erreichen, die in der Praxis aber erfolglos blieben. Stattdessen etablierten sich in den einzelnen Ländern separate Gemeindeverbände, als deren größter der Preußische Landesverband der jüdischen Gemeinden (PLV). Der DIGB gehörte neben dem ZWSt und anderen Einrichtungen zu den zentralen Organisationen jüdischer Wohlfahrtspflege und trat weiterhin als Sozialverband, Finanzierungsträger und Förderer jüdischer Kultur- und Wohlfahrtseinrichtungen in Erscheinung, insbesondere als Träger diverser Heimeinrichtungen. Verhandlungsanläufe zwischen den Landesverbänden, dem DIGB und anderen Vertretungen über die Bildung eines jüdischen Reichsverbands scheiterten mehrmals. Da die Differenzen über das Selbstverständnis der deutschen Juden zwischen Assimilierten, Zionisten und Religiösen in der zweiten Hälfte der 1920er Jahre zunehmend in den Vordergrund traten, die Zersplitterung zunahm und die Handlungsinitiative in allen wesentlichen Belangen beim PLV lag, wurde das Klima für Vertreter der im DIGB organisierten Liberalen schwieriger. Der Deutsch-Israelitische Gemeindebund spielte nur noch eine untergeordnete Rolle bei den weiteren Bemühungen zur Bildung einer einheitlichen Dachorganisation, die auch erst nach der Machtergreifung der Nationalsozialisten unter dem Zwang der Ereignisse zur Bildung eines „Zentralausschusses für Hilfe und Aufbau“ am 13. April 1933 und schließlich zur Gründung der Reichsvertretung der Juden in Deutschland in Berlin am 17. September 1933 führten, was den Untergang des DIGB zur Folge hatte.

## Bewertung
Kritisch wird vielfach die undemokratische Leitungsstruktur des Gemeindebunds genannt. Darüber hinaus wird das starke Übergewicht liberaler Juden in sämtlichen Führungspositionen betont, während sich konservative oder zionistische Juden zurückgesetzt sahen und die wenigen orthodoxen Gemeinden sich kaum an der Organisation beteiligten. Die meisten Beobachter heben hervor, dass eine Vertretung der gesamten deutschen Judenschaft entgegen den Verbandszielen nie erreicht werden konnte und erst zwangsweise in der Zeit des Nationalsozialismus zustande kam. Demgegenüber bezeichnet Max Birnbaum die Situation vor dem Ersten Weltkrieg, als es eine informelle Aufgabenteilung zwischen drei eng miteinander verflochtenen gesamtdeutschen Vereinigungen gab und das zahlenmäßig wenig bedeutende orthodoxe Judentum mit der Freien Vereinigung für die Interessen des orthodoxen Judentums in Frankfurt/M. seit 1907 eine eigene, staatlicherseits ebenfalls akzeptierte Vertretung besaß, als „für die damaligen Bedürfnisse und Notwendigkeiten durchaus befriedigend organisiert.“ Angesichts des überwältigenden Übergewichts der Liberalen in den Gemeinden sei auch nachvollziehbar, dass diesen beinahe automatisch die Führungsrolle zufiel; und Prinzipien demokratischer Repräsentation hätten ohnehin erst nach 1918 eine größere Bedeutung im allgemeinen Bewusstsein erlangt.
Den dramatisch veränderten sozialen, religiösen und politischen Verhältnissen in der Weimarer Zeit war das konzeptionell und personell überalterte Modell der überkommenen Verbandsarbeit aber nicht mehr gewachsen, was die insgesamt recht negative zeitgenössische Beurteilung des Gemeindebundes zu dieser Zeit und aus der Rückschau beeinflusst haben kann. Hinzu kamen ideologische Differenzen, die das Klima zwischen der seit der Jahrhundertwende, besonders aber im Ersten Weltkrieg stetig wachsenden Minderheit der Juden, die mit dem Zionismus sympathisierten, und der Mehrheit der dem C.V. nahestehenden Juden belasteten.
Defizite wegen unzeitgemäßer Strukturen in der Verbandsarbeit weist auch eine Studie von Claudia Prestel über jüdische Einrichtungen der Fürsorgeerziehung am Beispiel des Versagens der DIGB-Bundesleitung als Trägerverantwortliche angesichts gravierender Missstände in der 1927 geschlossenen Fürsorgeanstalt Repzin auf, die während der allgemeinen Krise der deutschen Fürsorgeerziehung Ende der 1920er Jahre nicht nur unter zionistisch gesinnten Gemeindemitgliedern als „Schandfleck für das deutsche Judentum“ in Verruf kam.

## Publikationen (Auswahl)
- Handbuch der jüdischen Gemeindeverwaltung und Wohlfahrtspflege (Statistisches Jahrbuch). Herausgegeben vom Büro des Deutsch-Israelitischen Gemeindebundes, Berlin. 
  - Zwanzigster Jahrgang, Berlin 1911 (Google Books).
  - Einundzwanzigster Jahrgang, Berlin 1913 (Google Books).